# Metabraxas coryneta
Metabraxas coryneta là một loài bướm đêm trong họ Geometridae.